# Zucchiella atlantica
Zucchiella atlantica är en insektsart som beskrevs av De Mello 1990. Zucchiella atlantica ingår i släktet Zucchiella och familjen syrsor. Inga underarter finns listade i Catalogue of Life.